# Ursavus
Ursavus (лат.) — род вымерших млекопитающих из семейства медвежьих, живших в Северной Америке, Европе и Азии во время миоцена. Род предположительно расселился из Азии в Северную Америку около 20 млн лет тому назад, став самым ранним представителем медвежьих в Новом Свете. Цю и коллеги (Qiu et al.) отмечает, что если подтвердится подлинность и датировка сомнительного образца из Северной Америки, датируемого около 29 млн лет тому назад, тогда придётся предположить, что Ursavus возник в Северной Америке и расселился на запад через Азию. С другой стороны, более высокое количество ископаемых в Европе, уменьшающееся по направлению к Восточной Азии, предположительно опровергает гипотезу о расселении в западном направлении.
U. elmensis, также известный как «рассветный медведь» как правило, считается самым ранним бесспорным видом медвежьих.

## Описание
Различные виды данного рода имели разные размеры: от кошачьего для более мелких видов до волчьего для более крупных представителей рода. По образу жизни были в основном всеядными или гипокарниворами (хищниками с высокой долей немясного рациона).
Большинство видов известны по находкам зубов и фрагментов черепа. В районе Ганьсу, Китай, был обнаружен полный череп из слоёв верхнего миоцена, принадлежащий новому виду U. tedfordi. Он был размером с волка и, наряду с гигантской пандой и очковым медведем, считается ближайшим к общему предку современных медведей.
В настоящее время единственным видом, известным по полному скелету, является U. orientalis, обнаруженный в диатомите в местности Шаньван в нижнемиоценовых слоях Китая. Тем не менее, Цю и коллеги в 2014 году предложили реклассифицировать U. orientalis в род Ballusia.

## Классификация
В род включают следующие вымершие виды:
- Ursavus brevirhinus Hofmann, 1887
- Ursavus primaevus Gaillard, 1899
- Ursavus intermedius Koenigswald, 1925
- Ursavus pawniensis Frick, 1926
- Ursavus ehrenbergi Brunner, 1942
- Ursavus sylvestris Qiu & Qi, 1990
- Ursavus isorei Ginsburg & Morales, 1998
- Ursavus tedfordi Zhanxiang et al., 2014